# Landkreis Bernburg
Der Landkreis Bernburg war ein Landkreis in der südlichen Mitte des Bundeslandes Sachsen-Anhalt. Am 1. Juli 2007 ging er im Rahmen der Kreisgebietsreform in Sachsen-Anhalt im neuen Salzlandkreis auf.

## Geographie
Das Gebiet des ehemaligen Landkreises, benannt nach seiner Kreisstadt Bernburg, lag am südlichen Rand der Magdeburger Börde an der Saale, ziemlich genau in der Mitte zwischen Halle (Saale) und Magdeburg. Er grenzte im Norden an den Landkreis Schönebeck, im Osten an den Landkreis Köthen, im Süden an den Saalkreis und im Westen an die Landkreise Mansfelder Land und Aschersleben-Staßfurt.

## Geschichte
Im Herzogtum Anhalt wurde 1863 aus dem Landesteil Anhalt-Bernburg der Kreis Bernburg gebildet. Nachdem 1918 aus dem Herzogtum Anhalt der Freistaat Anhalt geworden war, hieß der Kreis ab 1933 Landkreis Bernburg. Gleichzeitig wurde 1933 die Stadt Bernburg 1933 kreisfrei. Am 1. April 1942 wurde zur Grenzbegradigung zwischen Preußen und Anhalt die Gemeinde Unterwiederstedt aus dem Landkreis Bernburg in den Mansfelder Gebirgskreis umgegliedert.
Nach 1945 gehörte der Landkreis zunächst zur neugebildeten Provinz Sachsen-Anhalt, aus der 1947 das Land Sachsen-Anhalt wurde. Im Rahmen der ersten Kreisgebietsreform in der DDR im Jahre 1950 wurden die folgenden Städte und Gemeinden in den Landkreis Bernburg eingegliedert:
- die beiden kreisfreien Städte Aschersleben und Bernburg
- die Stadt Staßfurt und die Gemeinde Neugattersleben aus dem aufgelösten Landkreis Calbe
- die Stadt Alsleben sowie die Gemeinde Belleben und Friedeburgerhütte aus dem aufgelösten Mansfelder Seekreis
- die Gemeinde Westdorf aus dem Landkreis Quedlinburg
- die Stadt Könnern sowie die Gemeinden Beesenlaublingen, Edlau, Garsena, Golbitz, Kustrena, Lebendorf, Mukrena, Trebitz b. Könnern, Trebnitz und Unterpeißen aus dem Saalkreis

Gleichzeitig wechselten die Gemeinden Großmühlingen und Kleinmühlingen aus dem Landkreis Bernburg in den Landkreis Schönebeck.
1952 kam es in der DDR zu einer umfassenden Kreisreform, bei der unter anderem die Länder de facto aufgelöst wurden und durch Bezirke ersetzt wurden. Der Umfang des Kreises wurde hierbei erneut verändert:
- Die Stadt Aschersleben sowie die Gemeinden Drohndorf, Giersleben, Mehringen, Schackenthal, Schierstedt und Westdorf kamen zum neuen Kreis Aschersleben.
- Die Stadt Sandersleben und die Gemeinde Freckleben kamen zum neuen Kreis Hettstedt.
- Die Städte Amesdorf, Güsten, Hecklingen und Staßfurt sowie die Gemeinden Hohenerxleben, Neundorf und Rathmannsdorf kamen zum neuen Kreis Staßfurt.
- Das übrige Kreisgebiet bildete seitdem zusammen mit der Gemeinde Gnölbzig aus dem Landkreis Eisleben, der Gemeinde Gramsdorf aus dem Landkreis Schönebeck sowie den Gemeinden Biendorf, Cörmigk, Gerlebogk, Preußlitz, Wiendorf und Wohlsdorf aus dem Landkreis Köthen den Kreis Bernburg, der dem neugebildeten Bezirk Halle zugeordnet wurde.

Nach der Wiedervereinigung der beiden deutschen Staaten wurde der Kreis Bernburg 1990 im wiedergegründeten Land Sachsen-Anhalt zum Landkreis Bernburg. Mit der Kreisreform Sachsen-Anhalt 1994 wurde die Stadt Güsten aus dem Kreis Staßfurt dem Landkreis Bernburg angegliedert.
Bei der Kreisgebietsreform 2007 in Sachsen-Anhalt wurde der Landkreis Bernburg mit dem Landkreis Schönebeck und dem Landkreis Aschersleben-Staßfurt zum neuen Salzlandkreis fusioniert. Kreisstadt des neuen Landkreises wurde Bernburg. Als Landrat für den neuen Landkreis wurde in der Stichwahl am 6. Mai 2007 der Landrat des bisherigen Landkreises Bernburg, Ulrich Gerstner (SPD), mit knappem Vorsprung vor der Landrätin des bisherigen Landkreises Aschersleben-Staßfurt, Heike Brehmer (CDU), gewählt.

## Einwohnerentwicklung
| Jahr | Einwohner | Quelle |
| ---- | --------- | ------ |
| 1871 | 53.940    | [ 6 ]  |
| 1890 | 82.444    | [ 7 ]  |
| 1900 | 93.386    | [ 7 ]  |
| 1910 | 90.736    | [ 7 ]  |
|      |           |        |
| 1925 | 59.310    | [ 7 ]  |
| 1933 | 57.595    | [ 7 ]  |
| 1939 | 58.114    | [ 7 ]  |
| 1946 | 64.567    | [ 8 ]  |
|      |           |        |
| 1955 | 99.700    | [ 9 ]  |
| 1961 | 93.526    | [ 10 ] |
| 1971 | 91.002    | [ 11 ] |
| 1981 | 80.458    | [ 12 ] |
| 1989 | 75.754    | [ 13 ] |
| 2000 | 70.300    | [ 14 ] |
| 2007 | 63.936    | [ 15 ] |

## Politik

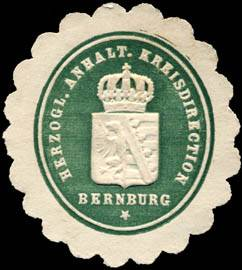
Siegelmarke Herzoglich Anhaltische Kreisdirection - Bernburg

### Wappen
| | Blasonierung: „In Silber ein schreitender schwarzer Bär mit silbernem Halsband und roter heraushängender Zunge auf einer schrägrechts aufsteigenden roten, schwarz gefugten Zinnenmauer mit geschlossenem silbernen Tor, das links schwarze Türbeschläge und rechts ein schwarzes Schloß enthält.“ |
| Wappenbegründung: Die Farben des Landkreises waren Rot - Grün - Weiß (Silber). Das Wappen knüpft an das alte Wappen der Bernburger Linie des Fürstenhauses Anhalt an. 1251 teilte sich das Fürstenhaus Anhalt in die Linien Aschersleben, Bernburg und Köthen (später Zerbst und Dessau). Der Bär als Wappentier erscheint erstmals 1323 in einem Reitersiegel des Fürsten Bernhard. Der auf der Mauer schreitende Bär bildete bis 1919 einen Bestandteil im Staatswappen des Fürstentums bzw. Herzogtums Anhalt. Die Frage, aus welchem Grund die Bernburger Linie des Hauses Anhalt den Bären, zuerst ohne Mauer, als Wappentier wählte, ist bisher nicht eindeutig zu beantworten. Eine weitverbreitete These stellt einen Bezug zum Beinamen Albrechts des Bären her. Eine andere Ansicht führt ihn auf das historisch nicht nachweisbare Grafengeschlecht der Behringer zurück. Das Wappen wurde am 25. Juni 1992 durch das Ministerium des Innern genehmigt und am 1. Juni 1995 bestätigt. | |

Kreiswappen von 1934
| | Blasonierung: „Gespalten; vorn in Silber ein halber roter, goldbewehrter Adler, hinten neunmal von schwarz über gold geteilt mit einem schrägrechts gelegten grünen Rautenkranz, auf dem ganzen ein Herzschild, darin in Silber ein schwarzer Bär mit silbernem Halsband auf den Zinnen einer roten rechtsschrägen Mauer mit offenem Tor aufwärts schreitend.“ |
| Wappenbegründung: Bereits 1934 wurde dem Landkreis Bernburg ein Wappen genehmigt. Es zeigt das Wappen des anhaltischen Fürstenhauses, belegt mit einem Herzschild, darin in Silber ein ungekrönter schwarzer Bär mit silbernem Halsband, auf den Zinnen einer roten rechtsschrägen Mauer mit offenem Tor aufwärts schreitend, der die Herrschaft Bernburg symbolisiert. Das Wappen wurde vom Heraldiker Paul Krone aus Dessau gestaltet und 1934 durch das Anhaltische Staatsministerium verliehen. | |

Kreiswappen von 1936
| | Blasonierung: „Geviert, belegt mit einem Herzschild; Feld 1: 12fach schwarz-silbern geschacht, Feld 2: in Blau zwei schräglinke goldene Pfähle, Feld 3: in Blau ein links gewendeter goldbewehrter silberner Adler mit roter Zunge, Feld 4: in Silber eine Madonna, blau gekleidet mit rotem Untergewand, mit dem Kind auf dem Arm, das Kind einen goldenen Apfel in der rechten Hand haltend, beide golden nimbiert. Der Herzschild zeigt in Silber einen schreitenden schwarzen Bären auf roter, schwarz gefugter Zinnenmauer mit offenem Tor.“ |
| Wappenbegründung: Drei der vier Felder verweisen auf Herrschaften, aus denen der Landkreis gebildet wurde. Feld 1: die Grafschaft Askanien; Feld 2: die Grafschaft Warmsdorf; Feld 3: die Grafschaft Mühlingen. Feld 4 stellt Maria mit dem Kind, die Schutzpatronin des Klosters Nienburg, dar. Der Herzschild zeigt das 1924 beschlossene Wappen des Freistaates Anhalt, der Bär sollte die Herrschaft Bernburg symbolisieren. Das Wappen wurde vom Heraldiker Paul Krone aus Dessau gestaltet und am 3. Januar 1936 durch das Anhaltische Staatsministerium unter Zustimmung des Reichsstatthalters von Braunschweig-Anhalt verliehen. | |

### Flagge
Die Flagge war rot-grün-weiß gestreift. Das Wappen mittig auf die Flagge aufgelegt.

## Wirtschaft
Im Gebiet des Landkreises Bernburg wurden Zuckerrüben angebaut, in Könnern befand sich die Diamant-Zucker-Fabrik GmbH. Die Rübenanbaufläche betrug 40.000 Hektar, die Verarbeitungskapazität 1,5 Millionen Tonnen pro Kampagne. Pro Tag konnten 16.500 Tonnen Zuckerrüben verarbeitet werden. Die Inbetriebnahme erfolgte 1993. Die Fabrik hatte 230 Beschäftigte, die Investitionssumme betrug rund 240 Millionen Euro.

## Verkehr
Durch das ehemalige Kreisgebiet verläuft die Bundesautobahn 14.

## Städte und Gemeinden
(Einwohner am 31. Dezember 2006)
| Einheitsgemeinden - 1. Könnern, Stadt (8.101) |

Verwaltungsgemeinschaften mit ihren Mitgliedsgemeinden
| Sitz der Verwaltungsgemeinschaft *                                                         | | |
| - 1. Verwaltungsgemeinschaft Bernburg 1. Bernburg (Saale), Stadt * (31.329) 2. Gröna (588) | - 2. Verwaltungsgemeinschaft Nienburg (Saale) 1. Baalberge (1.405) 2. Biendorf (820) 3. Cörmigk (545) 4. Edlau (497) 5. Gerbitz (652) 6. Gerlebogk (339) 7. Latdorf (760) 8. Neugattersleben (909) 9. Nienburg (Saale), Stadt * (4.332) 10. Peißen (1.244) 11. Pobzig (401) 12. Poley (656) 13. Preußlitz (756) 14. Wedlitz (425) 15. Wiendorf (330) 16. Wohlsdorf (519) | - 3. Verwaltungsgemeinschaft Saale-Wipper 1. Alsleben (Saale), Stadt (2.722) 2. Güsten, Stadt * (4.037) 3. Ilberstedt (1.191) 4. Plötzkau (1.377) 5. Schackstedt (437) |

## Gebietsveränderungen
Seit 1995 fanden im Landkreis Bernburg viele Gebietsveränderungen statt.
Von den ursprünglich 6 Verwaltungsgemeinschaften bestanden bei der Auflösung des Landkreises noch 3 Verwaltungsgemeinschaften. In der gleichen Zeit verringerte sich die Anzahl der Gemeinden von 33 auf 24.

### Änderungen bei Verwaltungsgemeinschaften
- Auflösung der Verwaltungsgemeinschaft Könnern - Eingliederung der Mitgliedsgemeinden in die Stadt Könnern, die zur Einheitsgemeinde wurde (1. Januar 2003)
- Neubildung der Verwaltungsgemeinschaft Saale-Wipper aus den Verwaltungsgemeinschaften Wipperaue und Alsleben (1. Januar 2005)
- Neubildung der Verwaltungsgemeinschaft Nienburg (Saale) aus den Verwaltungsgemeinschaften Bernburg-Land und Nienburg (Saale) (1. Januar 2005)

### Änderungen auf Gemeindeebene
- Auflösung der Gemeinde Gnölbzig - Eingliederung nach Alsleben (2. Januar 1993)
- Auflösung der Gemeinde Trebnitz - Eingliederung nach Könnern (1. Mai 1997)
- Auflösung der Gemeinde Aderstedt - Eingliederung nach Bernburg (1. Januar 2003)
- Auflösung der Gemeinden Beesenlaublingen, Belleben und Strenznaundorf - Eingliederung nach Könnern (1. Januar 2005)

### Weitere ehemalige Gemeinden
- Altenburg, 1961 zu Nienburg
- Borgesdorf, 1934 zu Pobzig
- Bründel, 1935 zu Plötzkau
- Dröbel, 1926 zu Bernburg
- Grimschleben, 1935 zu Latdorf
- Großpoley, 1934 zu Poley
- Großwirschleben, 1960 zu Plötzkau
- Kleinpoley, 1934 zu Poley
- Kleinwirschleben, 1950 zu Baalberge
- Leau, 1957 zu Preußlitz
- Leopoldshall, Stadt, 1946 zu Staßfurt
- Oberpeißen, 1950 zu Peißen
- Osmarsleben, 1950 zu Güsten
- Roschwitz, 1927 zu Bernburg
- Warmsdorf, 1950 zu Amesdorf
- Weddegast, 1935 zu Poley
- Wispitz, 1954 zu Wedlitz[4][7]

## Kfz-Kennzeichen
Anfang 1991 erhielt der Landkreis das Unterscheidungszeichen BBG. Es wurde bis zum 30. Juni 2007 ausgegeben. Seit dem 27. November 2012 ist es aufgrund der Kennzeichenliberalisierung im Salzlandkreis wieder erhältlich.